# 王緝
王緝（1526年—？），字熙甫，號龍州，山西汾州衛官籍，直隸鳳陽府定遠縣人，明朝政治人物。

## 生平
嘉靖二十五年（1546年）丙午科山西鄉試第二十七名舉人。嘉靖三十八年（1559年）中式己未科三甲第一百七十二名進士。授吉安府推官。以母老迎养不方便，请求就近任职，改任国子监助教。歴升兵部职方司署郎中事主事。隆庆五年（1571年）任辛未科會試同考官，聘礼闱校士，所收多硕彦。六年四月擢光禄寺少卿，萬曆五年（1577年）十一月升太仆寺少卿。七年五月升都察院右佥都御史、巡抚贵州。以卓异纪录，十年二月进右副都御史、巡抚南赣。十一年二月升南京大理寺卿，閏二月升南京户部右侍郎总督粮储，十月被户科给事中王三宅弹劾贪黩不法，被令冠带闲住。著有《防边纪略》等书

## 家族
曾祖王謙，百戶；祖父王瑄，百戶；父王鶴，母張氏。慈侍下。兄王经；王纬（知县）。